# Prärie
För andra betydelser, se Prärie (olika betydelser).

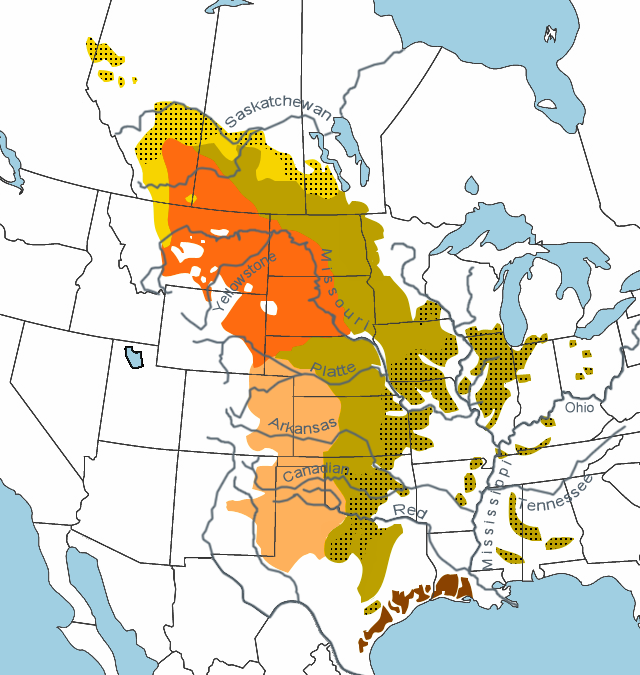
Nordlig fuktig prärie
Halvtorr prärie
Våt prärie
Torr prärie
Sydlig fuktig prärie
svarta prickar = skogsprärie eller savann

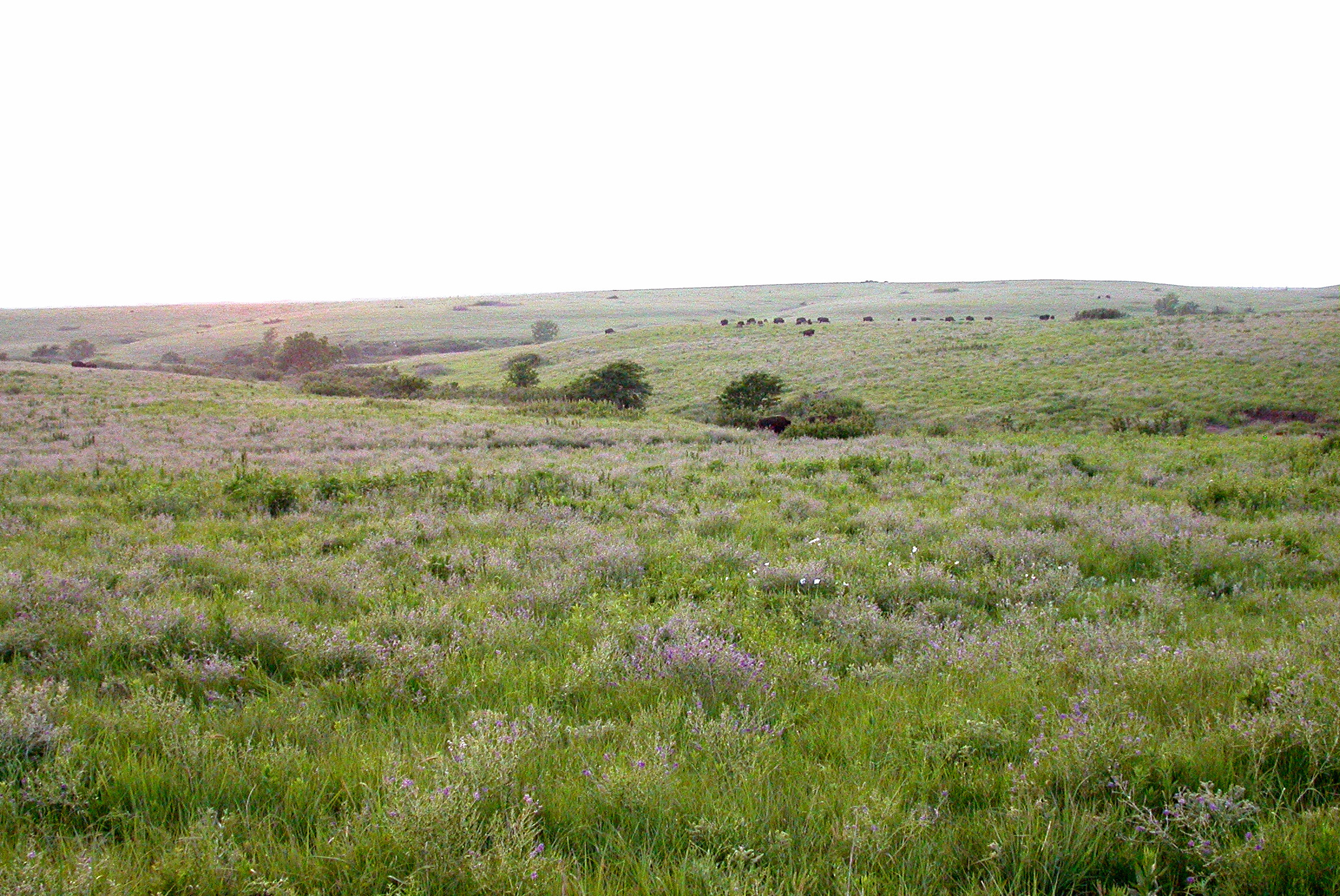
Halvtorr prärie på våren. I bakgrunden bison.

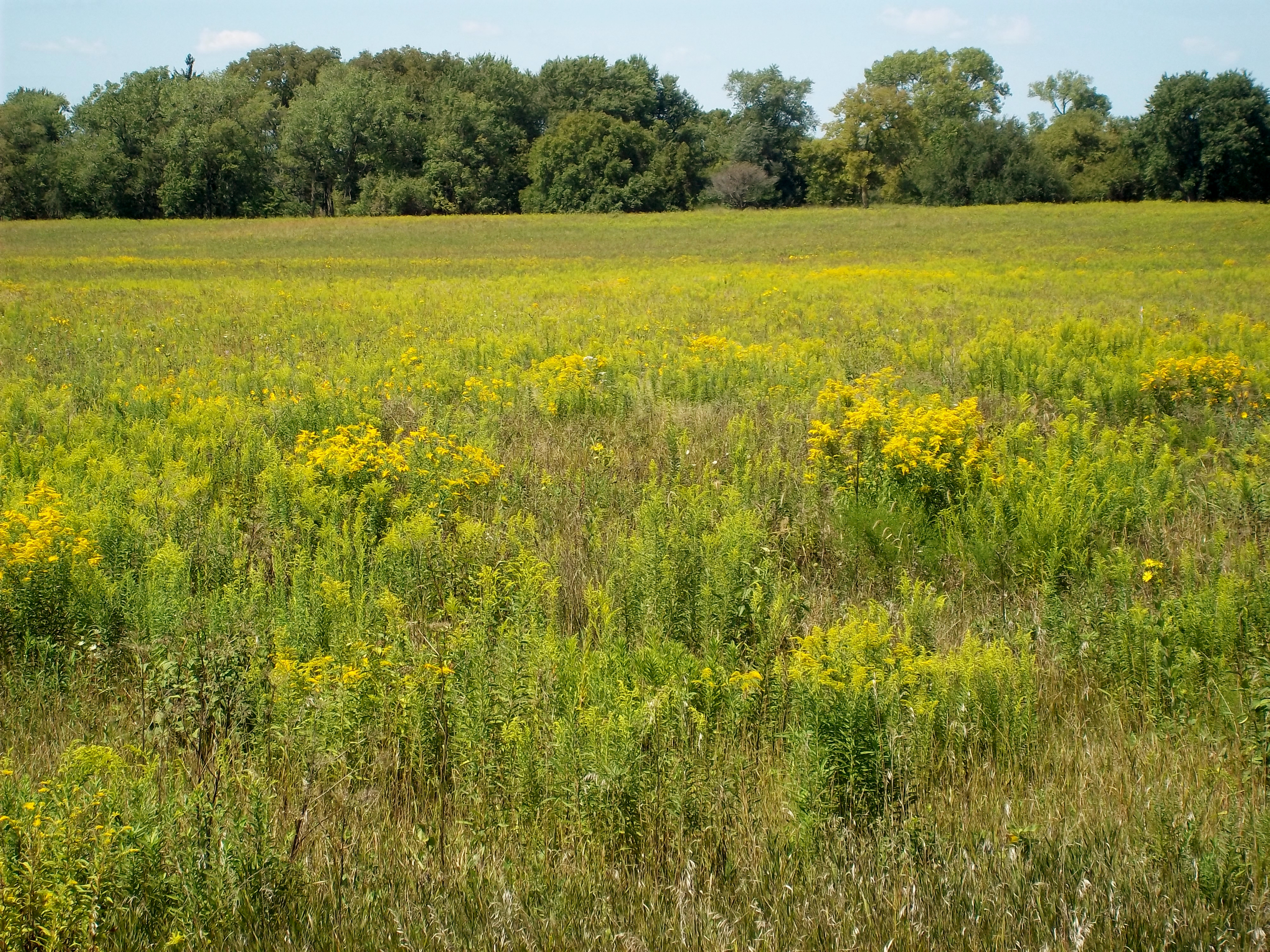
Våt prärie på högsommaren.

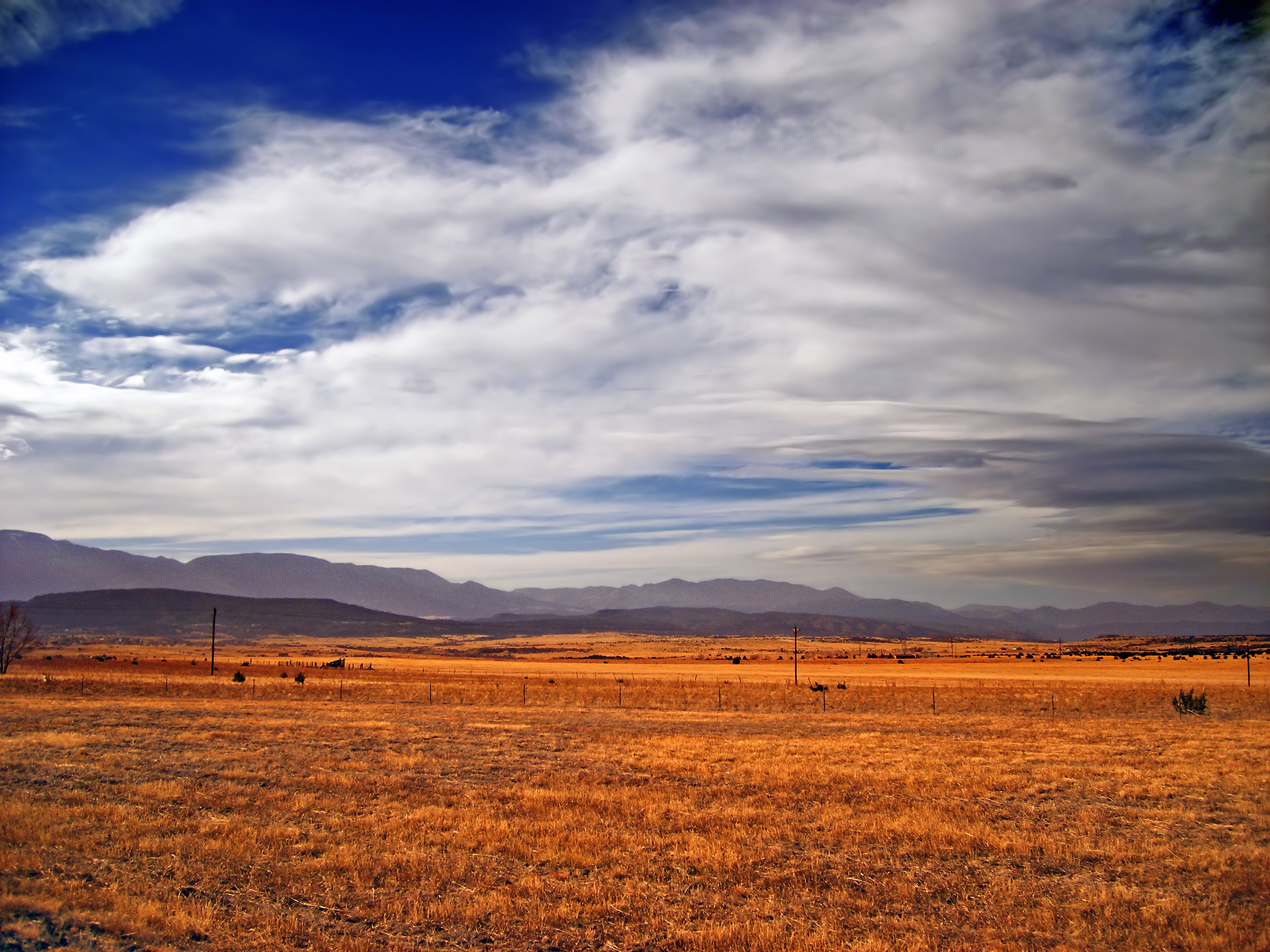
Torr prärie på senhösten.

Prärie kallas de stora grässlätter som finns i centrala Nordamerika, framför allt i Great Plains-området. I dag utnyttjas största delen av prärien för odling och boskapsskötsel. De större områden där den ursprungliga präriens karaktäristiska flora och fauna bevarats är få, men dessa sällsynta områden representerar en för Nordamerika mycket speciell naturtyp och ekosystem.

## Klimat
Då prärie förekommer från Alberta, Saskatchewan och Manitoba i Kanada till Texas i USA har olika prärieområden beroende på geografiskt läge varierande klimat, men generellt råder på prärien ett kontinentalt klimat med ringa nederbörd och stora temperaturskillnader. 
Sommaren kan vara väldigt varm och vintern väldigt kall, beroende på avsaknaden av närliggande stora vattenmassor, något som annars skulle ha jämnat ut temperaturen mellan årstiderna. 
Nederbörden är för liten för att träd skall kunna växa i någon större mängd och vegetationen domineras istället av gräs. Det är även ofta blåsigt på prärien, vilket ökar avdunstningen. Eftersom återkommande torka och enstaka skyfall är vanligt på prärien så har de gräs som växer där utvecklat ett stort rotsystem. Gräset lider mindre skador från torka än de jordbruksgrödor som ofta ersatt dem, eftersom de djupa rötterna hjälper gräset att nå vatten även i de torraste tider. Rotsystemet hindrar också jorderosion genom att de binder jorden till sig och förhindrar avrinning av jorden. När en växt dör äter svampar och bakterier långsamt upp dess rötter och gamla blad och ger på så sätt tillbaka näringsämnen till jorden.

## Typer av prärie
Prärien i Nordamerika brukar delas in i tre grupper: våt, halvtorr och torr prärie. I den våta prärien är jorden ofta mycket fuktig större delen av växtsäsongen och jorden har ofta också dålig naturlig dränering. I den här typen av prärie kan man ibland stöta på myrar och kärr eftersom det finns gott om stillastående vatten. Den halvtorra präriens naturliga dränering är bättre, vilket har till följd att de flesta jordbruksanläggningar anläggs här. På grund av att den här typen av prärie till stora delar används till jordbruk så är den också den mest hotade typen av prärie. Den sista typen, torr prärie, har något våt till mycket torr jord under vegetationsperioden. Denna typ återfinns oftast på höglandet.

## Bevarande
Bara 1 % av den ursprungliga ytan på prärien med högväxt gräs finns kvar idag. Det finns numera ett antal naturreservat i prärieområdet. Några av dessa är:
- Grasslands nationalpark